# 鍛冶昇
鍛冶 昇（かじ のぼる、1931年8月16日 - 2021年10月21日）は、日本のテレビ演出家、映画監督、プロデューサー。三重県桑名市生まれ。日本映画監督協会会員。日本映画テレビプロデューサー協会会員。

## 来歴
1945年、慶応義塾大学仏文科卒業。日活撮影所助監督部入社後、主に滝沢英輔、市川崑、斎藤武市の助監督をつとめる。1965年、テレビ映画「山のかなたに」で監督デビュー。1969年に日活を退社後フリーを経て国際放映のプロデューサーとして活動。
1988年〜1994年、日活芸術学院にて映像創作科の専任講師として、映画演出、映画企画製作などの科目を担当。
2021年10月21日死去、90歳。

## 作品

### 映画
（特記以外は製作日活）
- 佳人 （1958年）‐ 助監督
- 東京の孤独 （1959年）‐ 助監督
- 世界を賭ける恋 （1959年）‐ 助監督
- 裕次郎の欧州駈けある記 （1959年）‐ 助監督
- あじさいの歌 （1960年）‐ 助監督
- 霧笛が俺を呼んでいる （1960年）‐ 助監督
- 俺は死なないぜ （1961年）‐ 助監督
- さようならの季節 （1962年）‐ 助監督
- 太平洋ひとりぼっち （1963年 日活・石原プロ）‐ 助監督
- 愛と死をみつめて （1964年）‐ 助監督
- うず潮（1964年）‐ 助監督
- 大日本殺し屋伝（1965年）‐ 助監督
- 父と娘の歌（1965年）‐ 助監督・脚本
- おゆきさん（1966年）
- 二人の銀座（1967年）
- 東京ナイト（1967年）
- ある少女の告白 禁断の果実（1968年）
- 青春の鐘（1969年）
- 恋のつむじ風（1969年）
- 野蛮人のネクタイ（1969年）
- 股旅（1973年、日本ATG他）‐ キャスティングディレクター
- 勝利者たち （1993年 円谷プロ）‐ 松林宗恵監督と共同演出
- わが映画人生 鍛冶昇監督 (2007年 日本映画監督協会) 出演

### テレビドラマ
- 山のかなたに（1966年 NTV）
- 雨の中に消えて（1966年 NTV）
- 愛妻くん（1966年 NTV）
- 特だね記者（1966-1967年 NTV）
- あいつと私（1967年 NTV）
- ある日わたしは（1967～1968年 NTV）
- 花と果実（1968年 NTV）
- ドロボーイ（1968年 NTV）
- 若い川の流れ（1968-1969年 NTV）
- S・Hは恋のイニシァル（1969年 NTV）
- 耳飾り （「火曜日の女シリーズ」1969年 NTV）
- 男一番!タメゴロー（1970年 テレビ朝日）
- 明日のしあわせ （1970年 テレビ朝日）
- 独身のスキャット（1970年 TBS）
- 偽れる妻（1971年 フジテレビ）
- ガッツジュン（1971年 TBS）
- 帰ってきたウルトラマン（1971-1972年 TBS）
- 飢える魂 （1972年 フジテレビ）
- ただいま浪人（「四騎の会ドラマシリーズ」1972年　フジテレビ）
- 木枯し紋次郎（1972-1973年 フジテレビ）
- 恋人たちへの鎮魂歌（「土曜日の女シリーズ」1973年 NTV）
- 特別機動捜査隊（1973年 テレビ朝日）
- 追跡（1973年 関西テレビ）
- 風の中のあいつ （1973-1974年 TBS）
- 丹下左膳 乾坤編（1974年 読売テレビ）
- 少年探偵団（1975-1976年 NTV）
- 7人のリブ（1976年 関西テレビ）
- 怪人二十面相（1977年 フジテレビ）

### プロデュース
- ふしぎ犬トントン（1978-1979年 フジテレビ）
- あばれはっちゃくシリーズ（1979-1985年 テレビ朝日）
- 旅がらす事件帖（1980-1981年 関西テレビ）
- 夏のページ（1990年 にっかつ児童映画）